# 景業名邦集團
景業名邦集團控股有限公司（簡稱：景業名邦集團，港交所：02231）是一間中國房地產開發公司，成立於2013年，由雅居樂董事會副主席陳卓賢長子陳思銘創辦。
2019年11月，景業名邦集團在香港進行公開招股，以每股2.91至3.63港元發行4億股。景業名邦集團公開發售超額認購0.89倍，招股價以3.16港元定價，集資淨額約11.782億港元。股份在12月5日掛牌。